# 부야르 니샤니
부야르 파이크 니샤니(알바니아어: Bujar Faik Nishani, 1966년 9월 29일~2022년 5월 28일)는 알바니아의 제6대 대통령이다. 대통령 당선 이전에는 법무부 장관(2009~2011), 내무부 장관(2011~2012)을 역임했다.
두러스에서 태어났으며, 1988년 스컨데르베우 사관학교를 졸업했다. 이후 미국으로 건너가 1996년에 미국 해군대학원에서 석사 학위를 받았고, 2004년 티라나 대학교 법학부를 졸업했다.

## 개인사
1994년에 오데타 니샤니와 결혼하여 슬하에 아들인 에르시, 딸인 피오나를 두었다.
니샤니는 폐에 자가 면역 질환을 가지고 있었는데 코로나19에 감염되면서 악화됐다. 2022년 5월 28일 독일에서 사망했다.